# Estación de Robespierre
La estación de Robespierre es una estación del metro de París situada en la comuna de Montreuil, al este de la capital. Pertenece a la línea 9.

## Historia
Fue inaugurada el 14 de octubre de 1937 tras la última prolongación de la línea 9 hacia el este. 
Debe su nombre a Maximilien Robespierre una de las figuras más relevantes de la Revolución francesa.

## Accesos
La estación dispone de dos accesos, uno de ellos integrado en la fachada de un edificio. 